# Алана Бирд
Алана Бирд (енгл. Alana Beard; Шривпорт, 14. мај 1982) је америчка кошаркашица која игра у оквиру Женске националне кошаркашке асоцијације за тим Лос Анђелес спаркс. 2017. године проглашена је за одбрамбеног играча године WNBA шампионата.

## Приватан живот
Бирдова је рођена у Шривпорту у Лујзијани, 14. маја 1985. године. Њени родитељи су Лерој и Мери Бирд. Године 2004. основала је Алана Бирд фондацију, непрофитну организацију која спонзорише младе женске кошаркашке тимове, обезбеђујући им сву потребну опрему и услове за тренирање. Фондације је успешно спонзорисала седам кошаркашких тимова.

## Кошарка у средњој школи
Бирдова је у Шривпорту похађала Southwood средњу школу, где је играла за истоимени тим, који је водила четири пута до освајања државне титуле. Током каријере у средњој школи, њен тим је имао резултат од 144 победа и само 6 пораза, а она је постигла 2.646 поена и завршила каријеру у средњој школи са 53. узастопне победе. Позвана је на WBCA средњошколско свеамеричко такмичење 2000. године, где је током игре постигла 15. поена.

## Колеџ
Уписала је Gail Goestenkors, а након тога Дјук универзитет на којем је остала до краја школовања. Током четири године школовања за кошаркашки тим у оквиру колеџа, постигла је 2.687 поена. Бирдова је била прва NCAA кошаркашица која је премашила 2.600 поена, 500 асистенција и забележила 400 украдениих лопти. Све четири године играла је за тим Дјук, који је освојио четири шампионата и шапионске турнире. Бирдова је помогла свом тиму да се пласира на фајнал-фор, на којем је са својим тимом била први пут у каријери. Током сениорских година играња за Дјук, њен тим је био први пласирани тим у шампионату.

## Колеџ статистика
| Година    | Тим              | ОУ  | Поени | ПШ%  | 3П%  | СБ%  | СПУ | АПУ | УПУ | БПУ | ППУ  |
| --------- | ---------------- | --- | ----- | ---- | ---- | ---- | --- | --- | --- | --- | ---- |
| 2000-2001 | Универзитет Дјук | 30  | 509   | 51.2 | 19.6 | 78.7 | 4.5 | -   | 3.5 | -   | 17.0 |
| 2001-2002 | Универзитет Дјук | 35  | 694   | 57.2 | 37.9 | 75.3 | 6.1 | 4.4 | 3.3 | 0.7 | 19.8 |
| 2002-2003 | Универзитет Дјук | 37  | 813   | 52.7 | 28.2 | 77.6 | 6.9 | 3.0 | 2.8 | 1.3 | 22.0 |
| 2003-2004 | Универзитет Дјук | 34  | 671   | 49.6 | 31.3 | 77.8 | 5.4 | 3.9 | 2.4 | 1.4 | 19.7 |
| Каријера  |                  | 136 | 2687  | 52.7 | 30.0 | 77.4 | 5.8 | 3.7 | 3.0 | 1.1 | 19.8 |

## WNBA каријера
Бирдова је 2004. годне изабрана на WNBA драфту од стране екипе Вашингтон мистик. Већ у њеној првој сезони ушла је у стартну поставу тима и помогла му да се пласира у плеј-оф, упркос великом губитку њеног тима на почетку сезоне из екипе отишла Чамика Холдсклов. Вашингтон мистик је испао у првој рунди плеј-офа због пораза против екипе Конектикут сан.
У другој сезони, Бирдова је имала просек од 14,1 поена по утакмици и позвана је на WNBA олстар, први пут у каријери, али је њен тим испао из такмичења. Сезону каријере одиграла је 2006. године, са 19,2 поена по утакмици, проценту слободног шута близу 50% и још једном именована за WNBA олстар. На крају сезоне 2009. године отишла је из тима Вашингтон мистик. Наредну сезону пропустила је због повреде и операције чланка, сезону 2011. године због поновне повреде чланка. Након опоравка вратила се кошарци и приступила клубу Лос Анђелес спаркс, 2012. године. Заиграла је у првој постави на бек позицији, заједно са Кандас Паркер, Кристи Толивер и Неком Овгунике. Лос Анђелес спарткс се после две године паузе вратио у плеј-оф. Током шампионата Бирдова је постигла 11,4 поена по утакмици у 33 утакмице. У плеј-офу њен тим стигао је до друге рунде такмичења, а онда поражен од тима Минесота линкс.
Због поновне повреде ножног зглоба, Бирдова је пропустила два месеца сезоне 2015. године. Одиграла је само 14 утакмица у сезони и постигла 7,8 поена по мечу, након залечења повреде.
Након завршетка сезоне 2015. године, Бирдова је продужила уговор са тимом из Минесоте. Наредне, 2016. године након попутног санирања повреде, Бирдова је одиграла свих 34. утакмица, са постигнутим 7,1 поеним просечно током меча. Њен тим је те године забележио 26 победа и 8 пораза, што је био рекорд од оснивања Минесоте линкс. Уз велику допринос Бирдове, освојили су WNBA шампионат, први у њеној каријери. Године 2017. Бирдова је још једном продужила уговор са Лос Анђелес спаркс тимом. Током сезоне 2017. године поново је одиграла свих 34. утакмица, постигавши 6,9 поена просечно по утакмици. Била је водећа у лиги по проценту слободног шута и по броју украдених лопти.  У септембру 2017. године WNBA је Бирдовој доделио награду за Најбољег одбрамбеног играча године. Била је једина у свом тиму која је добила ту награду поред Лисе Лесли.

## WNBA статистика каријере
| † | Година када је Бирдова освојила WNBA шампионат |

### Статистика сезона
| Сезона   | Екипа              | ОУ  | СУ  | МПУ  | ПШ%  | 3П%  | СБ%  | СПУ | АПУ | УПУ | БПУ | ППУ  |
| -------- | ------------------ | --- | --- | ---- | ---- | ---- | ---- | --- | --- | --- | --- | ---- |
| 2004     | Вашингтон мистик   | 34  | 34  | 30.1 | 41.8 | 37.5 | 71.8 | 4.2 | 2.7 | 2.0 | 1.0 | 13.1 |
| 2005     | Вашингтон мистик   | 30  | 30  | 33.8 | .380 | 31.7 | 76.2 | 4.3 | 3.0 | 1.5 | 0.3 | 14.1 |
| 2006     | Вашингтон мистик   | 32  | 32  | 31.3 | .495 | 36.3 | 75.8 | 4.7 | 3.1 | 1.8 | 0.7 | 19.2 |
| 2007     | Вашингтон мистик   | 33  | 33  | 35.4 | 41.6 | 32.2 | 84.7 | 4.2 | 3.0 | 1.9 | 0.7 | 18.8 |
| 2008     | Вашингтон мистик   | 33  | 33  | 33.1 | 39.5 | 35.4 | 73.3 | 3.6 | 3.5 | 1.6 | 0.5 | 16.1 |
| 2009     | Вашингтон мистик   | 31  | 30  | 31.8 | .429 | 29.9 | 73.7 | 4.0 | 2.2 | 2.3 | 0.5 | 15.9 |
| 2012     | Лос Анђелес спаркс | 33  | 33  | 30.8 | .436 | 40.2 | 79.5 | 2.2 | 3.3 | 2.0 | 0.3 | 11.4 |
| 2013     | Лос Анђелес спаркс | 32  | 32  | 22.0 | 45.9 | 12.5 | 82.4 | 2.3 | 1.4 | 1.2 | 0.3 | 6.2  |
| 2014     | Лос Анђелес спаркс | 33  | 33  | 27.7 | 46.3 | 28.6 | 74.5 | 2.6 | 2.5 | 1.1 | 0.4 | 8.5  |
| 2015     | Лос Анђелес спаркс | 14  | 11  | 26.1 | 49.0 | 18.2 | .900 | 3.1 | 2.7 | 1.2 | 0.5 | 7.8  |
| 2016†    | Лос Анђелес спаркс | 34  | 34  | 29.3 | 46.7 | 34.2 | 69.2 | 3.3 | 2.1 | 1.7 | 0.5 | 7.1  |
| 2017     | Лос Анђелес спаркс | 34  | 34  | 30.8 | 49.7 | 31.6 | 80.4 | 3.3 | 2.2 | 2.0 | 0.5 | 6.9  |
| Каријера | 12 година, 2 тима  | 373 | 369 | 30.4 | 43.6 | 33.6 | 76.5 | 3.5 | 2.6 | 1.8 | 0.5 | 12.2 |

### Плеј-оф
| Сезона   | Екипа              | ОУ | СУ | МПУ  | ПШ%  | 3П%  | СБ%  | СПУ | АПУ | УПУ | БПУ | ППУ  |
| -------- | ------------------ | -- | -- | ---- | ---- | ---- | ---- | --- | --- | --- | --- | ---- |
| 2004     | Вашингтон мистик   | 3  | 3  | 34.0 | .439 | 25.0 | 98   | 5.0 | 3.0 | 2.0 | 2.6 | 16.7 |
| 2006     | Вашингтон мистик   | 2  | 2  | 32.0 | .278 | 20.0 | 90.0 | 5.0 | 1.0 | 3.0 | 1.0 | 15.0 |
| 2009     | Вашингтон мистик   | 2  | 2  | 27.0 | 30.8 | 12.5 | 66.7 | 5.0 | 2.5 | 1.0 | 0.0 | 9.5  |
| 2012     | Лос Анђелес спаркс | 4  | 4  | 34.0 | 49.1 | 000  | 58.8 | 2.3 | 3.5 | 1.7 | 0.2 | 16.5 |
| 2013     | Лос Анђелес спаркс | 3  | 3  | 30.9 | 4.07 | 000  | 97   | 4.3 | 0.3 | 1.0 | 0.6 | 9.0  |
| 2014     | Лос Анђелес спаркс | 2  | 2  | 23.9 | .375 | 000  | 000  | 4.5 | 1.0 | 1.0 | 0.0 | 6.0  |
| 2015     | Лос Анђелес спаркс | 3  | 3  | 35.0 | 33.3 | 000  | 75.0 | 1.7 | 1.6 | 0.6 | 0.2 | 6.3  |
| 2016†    | Лос Анђелес спаркс | 9  | 9  | 31.1 | 45.6 | 50.0 | .778 | 3.8 | 3.7 | 1.1 | 0.4 | 8.0  |
| 2017     | Лос Анђелес спаркс | 8  | 8  | 32.5 | 51.0 | 000  | 50.0 | 3.6 | 0.9 | 1.6 | 0.2 | 7.0  |
| Каријера | 9 година, 2 тима   | 36 | 36 | 31.7 | 42.2 | 15.8 | 76.8 | 3.8 | 2.2 | 1.5 | 0.6 | 9.8  |

## Каријера ван Сједињених Држава
Први тим ван Сједињених Држава за који је играла Бирдова био је Шинсиг кулкет из Јужне Кореје, током паузе WNBA такмичења у сезони 2005/2006. године. Бирдова је играла и у Израелу за клуб Елитзур рамла током паузе WNBA шампионата 2006/2007. године. Током паузе 2008/2009. године, играла је у Пољској за клуб Лотос ВБВ, а током паузе сезоне 2011/2012. године за клуб Висла Краков. Бирдова је играла и у Шпанији за клуб Фумериас авеида у паузи WNBA сезоне 2015/2016. године.

## Кошарка за репрезентацију Сједињених Држава
Бирдова је била члан женске кошаркашке репрезентације Сједињених Држава У18, која је освојила златну медаљу на Првенству Америке у кошарци, у граду Мар дел Плата, у Аргентини. Шампионат се одржавао у јулу 2000. године, када је тим Сједињених Држава победио селекцију Кубе у финалу. Бирдова је током такмичења одиграл асвих пет утакмица и постизала просечно 15,4 поена по утакмици. Била је најбољи играч свог тима на мечу против селекције Порторика, када је постигла 23. поена и најбоља по броју поена на мечу против селекције Аргентине, са 24. поена.
Наставила је да игра за тим, па је тако У Брну, у Чешкој играла за женску кошаркашку репрезентацију Сједињених Држава до 18 година. Била је друга најбоља по броју убачених поена у свом тиму иза Дајане Тораси. Просечно по утакмции убацивала је 18 поена и тако постала пета најефикаснија играчица на целом турниру. Дала је значајан допринос свом тиму који је освојио бронзану медаљу на овом такмичењу.

## Спољашне везе
- Профил на сајту WNBA